# 邲之战

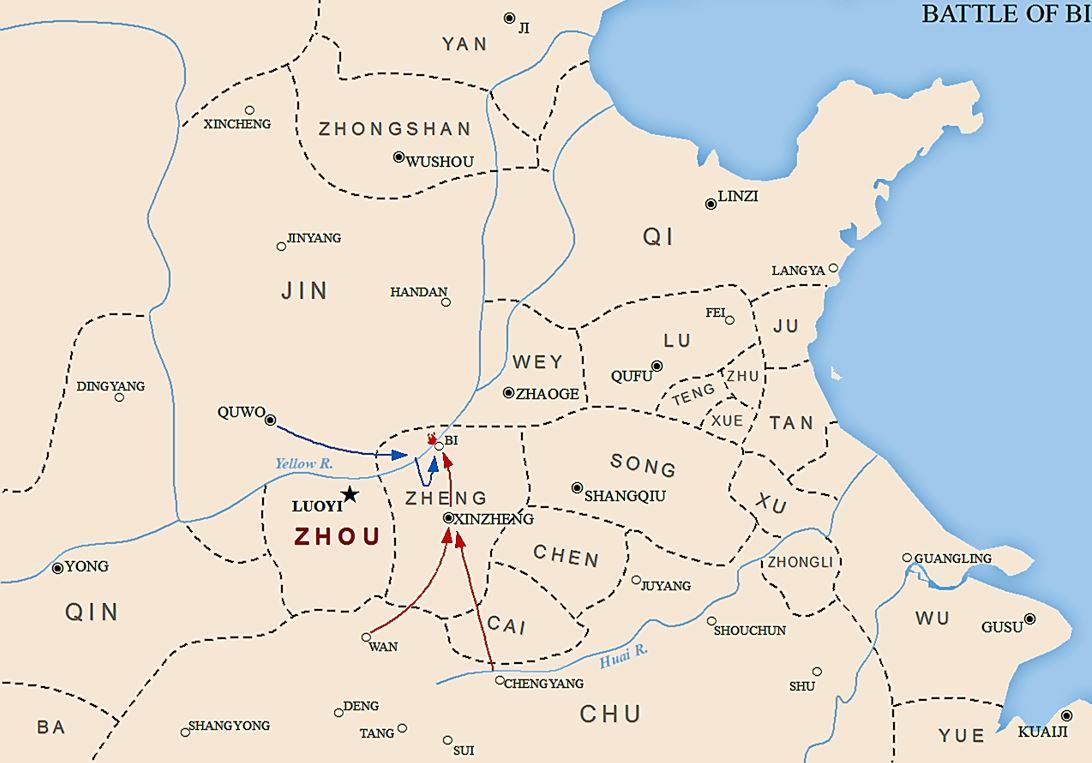
邲之战

邲之战，指中国春秋时期，晋国和楚国於西元前597年在邲（今河南荥阳东北）发生的一场大战。
泌水入荥阳称“蒗荡渠”，可写作“两棠”，所以此战又可称为“两棠之役”。如《吕氏春秋·至忠》和贾谊《新书·先醒》都写作“战于两棠”。上海博物馆藏战国楚简有《两棠之役》多种。

## 背景
楚國在春秋初期於南方崛起，卻不能稱霸中原，原因是春秋之初先後有齊、晉等諸侯國稱霸；楚國則被排除出中原並被各國視為蠻夷。
前632年，晉楚城濮之戰之結果為晉大勝，不但使晉文公奠定霸主之位，成為與齊桓公齊名的霸主，更一直使楚人耿耿於懷。晉文公身故以後，楚國多次乘機北伐，但晉國當時執政的正卿趙宣子的強權，使楚人依舊不敢跟晉國正面交鋒。趙宣子死後，楚國卻面對當時在其周邊的附庸國叛變，不得不打消北上爭霸的念頭。雖然楚莊王登基以後，楚國進入了空前的盛世，也令各國聞風色變。但趙宣子執政時期，楚國對晉國有很大的顧忌，這時期兩軍從沒有過一次正面的交鋒。趙宣子死前，為了在與楚的爭霸中佔上風，因而立了上軍郤缺為正卿，不久，晉成公亦去世。短短兩年間，晉國失去了趙宣子跟晉成公，晉國國內極度不穩；而楚國以為時機而到，揮軍北上伐鄭。但前後兩次都是無功而還。

## 開戰
前598年，晉國元帥郤缺亦去世，楚莊王知道時期而至，於前597年春，率师讨伐与晋国结盟的郑国，攻下其都城，迫郑襄公与己结盟。而楚軍事後便後退僅僅三十里，目的是等待晉軍到來並與之正面交鋒。
六月，晋国派中军元帅荀林父救郑，但到黄河北岸时得到郑楚已结盟的消息，于是晋军内部对和战出现争议。
兩軍陣容如下:
晉軍
- 中軍将：荀林父　中军佐：先縠　中軍大夫：趙括、趙嬰齊
- 上軍将：士會　　上军佐：郤克　上軍大夫：鞏朔、韓穿
- 下軍将：趙朔　　下军佐：欒書　下軍大夫：荀首、趙同
- 司馬：韓厥

楚軍
- 楚庄王　令尹孫叔敖
- 中軍 - 帥:沈尹
- 左軍 - 帥:子重
- 右軍 - 帥:子反

## 經過
荀林父知道鄭楚結盟，便想領兵回國，主战的中军佐先縠不听指挥：「晋国之所以能够称霸，由于军队勇敢，臣下尽力，现在救援郑国却不敢作战，这是不夠尽力；大敌当前却怯战，这是不夠勇猛。」二話不說率其部属擅自渡过黄河。中军大夫赵括、下军大夫赵同均支持，荀林父和下军佐欒書等反对无效，不得不率全军渡河接应。
楚莊王眼見晉軍渡河南下，气势磅礴，而且回想多次與晉交手也未能佔得甜頭，也有點害怕。令尹孫叔敖也沒有必勝把握，主張撤兵。但楚莊王之重臣伍参想跟晋军一决雌雄，向楚莊王進言：「晋国这个正卿（荀林父）刚刚上任，难以集权；他的副手先榖刚愎自负。他们三军将佐矛盾重重，根本无法有效的调动军队。这场战斗一旦拉开，晋师必败！况且敌人的主帅只是臣子，而我们的主帅却是君王，以君王之尊逃避一個臣子，這是奇耻大辱！」聽罷，莊王決心一戰，並下令已準備南下撤軍的孫叔敖改變行軍方向與晉軍對峙。可是同時也擔心晉國強大，沒十足把握，因此也多次派遣使臣議和。晉軍內部同樣意見不一，荀林父、士会、赵朔等都同意双方握手言和；先榖、赵同、赵括等好战派卻同時反对。
此时，晋将魏锜求为大夫未成，赵旃求为卿未成，因此對荀林父早已心存不滿，因此假借荀林父之名，擅自向楚军请战，希望能造成晋军的失败。他們兩人在楚軍面前罵陣，激怒了楚軍。兩人之後撤腿逃跑，楚軍從後追趕。荀林父害怕赵旃、魏锜二人有失，派荀罃（智武子）接二人回营。 荀罃战车一过，疆场之上，黄土弥漫。潘党望见远处飞扬的尘土，以为是晋军发动了总攻，急忙派人报告：「晋师至矣！」楚国诸将听闻晋军已经发起攻势，深恐楚庄王孤军深入，军中最高指挥官令尹孙叔敖下令：「进军！速速进军！宁可我们接近敌人，也不能让敌人接近我们！」于是，楚国主力大军倾巢出动，战车驰骋，军士狂奔，突袭晋军。 
时晋军对此并无防备，除上军将士会在敖山设伏应敌外，餘皆很快溃散，被迫强渡黄河逃走。为了打击敌人最后一支有生力量，楚庄王命亲信潘党率领机动战车40乘，跟随唐惠侯攻打晋上军，上军将随会亲自断后，掩护大军撤退。到了傍晚，晋军的残兵败将溃不成军，还在喧嚷中撤离，楚庄王下令停止进攻，楚军进驻于邲。邲之战尘埃落定，以楚庄王的大胜，晋军的惨败而告终。楚庄王没有乘胜追击，带领荆楚将士饮马黄河。有人勸楚莊王追上去，把晉軍趕盡殺絕。楚莊王說：“楚國自從城濮失敗以來，一直抬不起頭來。這回打了這麼大的勝仗，總算洗刷了以前的恥辱，何必多殺人呢？”

## 影響
邲之战，楚军大破晋军，楚庄王“一鸣惊人”，由此开始建立了自己的霸权，被列为「春秋五霸」之一。